# Fissidens eenii
Fissidens eenii là một loài Rêu trong họ Fissidentaceae. Loài này được Bizot mô tả khoa học đầu tiên năm 1968.